# Elmira Jackals
Elmira Jackals byl profesionální americký klub ledního hokeje, který sídlil v Elmiře ve státě New York. V letech 2007–2017 působil v profesionální soutěži East Coast Hockey League. Před vstupem do ECHL působil v United Hockey League. Jackals ve své poslední sezóně v ECHL skončily v základní části. Své domácí zápasy odehrával v hale First Arena s kapacitou 3 784 diváků. Klubové barvy byly námořnická modř, červená, stříbrná a bílá.

## Přehled ligové účasti
Zdroj: 
- 2000–2001: United Hockey League (Severovýchodní divize)
- 2001–2007: United Hockey League (Východní divize)
- 2007–2009: East Coast Hockey League (Severní divize)
- 2009–2010: East Coast Hockey League (Východní divize)
- 2010–2011: East Coast Hockey League (Severní divize)
- 2011–2014: East Coast Hockey League (Atlantická divize)
- 2014–2016: East Coast Hockey League (Východní divize)
- 2016–2017: East Coast Hockey League (Severní divize)